# Sybaguasu longipenne
Sybaguasu longipenne är en skalbaggsart som först beskrevs av Bates 1881.  Sybaguasu longipenne ingår i släktet Sybaguasu och familjen långhorningar. Inga underarter finns listade i Catalogue of Life.